# Ламинария
Ламина́рия (лат. Laminaria), или «морска́я капу́ста», — род морских водорослей из класса бурых водорослей. Многие виды ламинарии употребляются в пищу.

## Строение
Слоевище в виде пластинки, ровной или морщинистой, цельной или рассечённой, без отверстий, длиной от нескольких десятков сантиметров до 20 м, бурой окраски. Стволик неразветвлённый, прикрепляется ризоидами или дисковидной подошвой. Спорофиты Laminaria многолетние, у некоторых видов их возраст может достигать 11—18 лет.

## Обитание
Ламинария японская распространена в южных районах Японского и Охотского морей. В Белом и Карском морях обитают ламинария сахаристая и ламинария пальчаторассечённая, которые используются для медицинских и пищевых целей.
Ламинарии растут, образуя густые заросли в местах с постоянным течением, формируя так называемый «пояс ламинарий» на определённой глубине вдоль берегов. Большие подводные «водорослевые леса» образуются обычно на глубине 4—10 м. На каменистом грунте ламинарии в некоторых районах встречаются до глубины 35 м.

## Виды

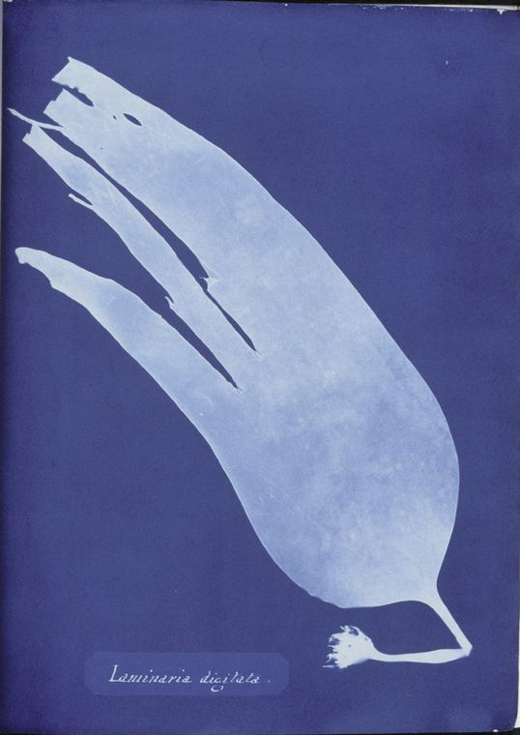
Laminaria digitata. Цианотипия Анны Аткинс (1843)

- Laminaria abyssalis A.B.Joly & E.C.Oliveira[1][2]
- Laminaria agardhii Kjellm.[3][4]
- Laminaria angustata Kjellm.[5][6]
- Laminaria appressirhiza Yu.E.Petrov & Vozzhinsk.[7]
- Laminaria brasiliensis A.B.Joly & E.C.Oliveira
- Laminaria brongardiana Postels & Rupr.[8]
- Laminaria bulbosa J.V.Lamour.
- Laminaria bullata Kjellm.
- Laminaria complanata (Setch. & N.L.Gardner) Muenscher
- Laminaria dentigera Kjellm.[9]
- Laminaria diabolica Miyabe
- Laminaria digitata (Huds.) J.V.Lamour. — Ламинария пальчаторассечённая
- Laminaria ephemera Setch.[9]
- Laminaria farlowii Setch.[9]
- Laminaria hyperborea (Gunnerus) Foslie
- Laminaria inclinatorhiza Yu.E.Petrov & Vozzhinsk.
- Laminaria japonica Aresch. — Ламинария японская, или Комбу (водоросль)[5][10]
- Laminaria multiplicata Yu.E.Petrov & Suchov.
- Laminaria nigripes J.Agardh
- Laminaria ochroleuca Bach.Pyl.
- Laminaria pallida Grev.[11][12]
- Laminaria platymeris Bach.Pyl.
- Laminaria rodriguezii Bornet
- Laminaria ruprechtii (Aresch.) Setch.
- Laminaria saccharina (L.) J.V.Lamour. — Ламинария сахаристая, или Ламинария сахарная
- Laminaria sachalinensis (Miyabe) Miyabe
- Laminaria setchellii P.C.Silva
- Laminaria sinclairii (Harv. ex Hook.f. & Harv.) Farl., C.L.Anderson & D.C.Eaton[9]
- Laminaria solidugula J.Agardh
- Laminaria yezoensis Miyabe

## Хозяйственное значение и применение
Слоевища ламинарий содержат полисахариды (главным образом соли альгиновой кислоты), маннит, белковые вещества, витамины, иод, минеральные соли, микроэлементы. В медицине ламинарию применяют в виде порошка, капсул или геля для профилактики зоба, атеросклероза, как слабительное средство при хронических запорах и колитах. Палочки ламинарии применяют в гинекологии. Получают в форме гранул суммарный препарат «Ламинарид», содержащий смесь полисахаридов с белковым компонентом и соли альгиновых кислот.

### В питании

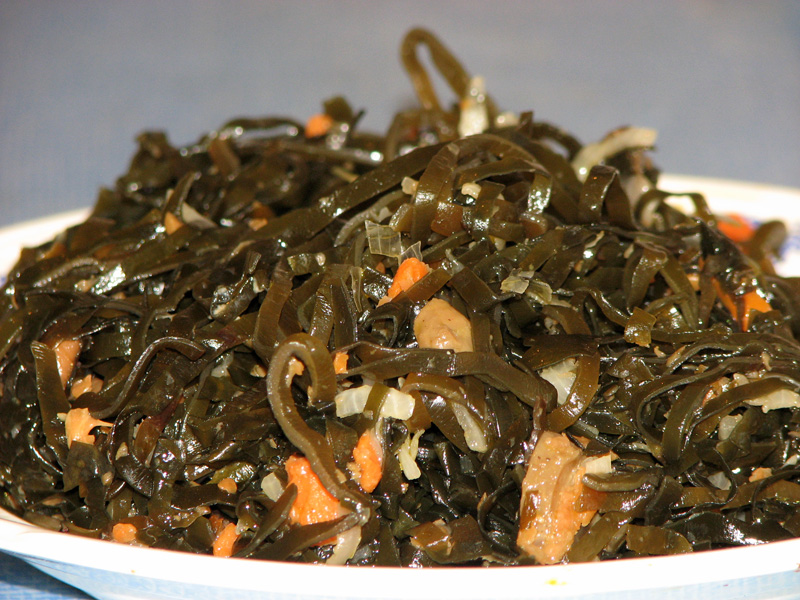
Салат из морской капусты

Ламинария сахаристая и ламинария пальчаторассечённая используются в пищу под названием «морская капуста». Для восполнения суточной дозы йода (в регионах с дефицитом иода в воде) человеку достаточно употреблять ежедневно примерно 30—40 граммов свежей ламинарии. Ламинария противопоказана к употреблению людям с повышенной чувствительностью к йоду.
Также ламинария содержит фукоксантин, улучшающий липидный профиль.
Ламинарию употребляют при хроническом запоре. Поглощая воду и увеличиваясь в объёме, она раздражает рецепторы слизистой оболочки кишечника и рефлекторно усиливает перистальтику кишечника.
| Элемент  | мг на 100 г сухого веса | Суточная норма (мг) |
| -------- | ----------------------- | ------------------- |
| Хлор     | 10,56                   | 36,6                |
| Калий    | 6,85                    | 4000                |
| Натрий   | 3,12                    | до 6000             |
| Магний   | 1,26                    | 400                 |
| Кремний  | 0,51                    | 0,01                |
| Фосфор   | 0,41                    | 960                 |
| Иод      | 0,25                    | 0,15Фукоксантин     |
| Кальций  | 0,22                    | 260                 |
| Железо   | 0,12                    | 18                  |
| Цинк     | 0,002                   | 15                  |
| Ванадий  | 0,0016                  | 0,01                |
| Марганец | 0,001                   | 2,5                 |
| Никель   | до 0,00017              | 0,005               |
| Кобальт  | <0,00016                | до 2,5              |
| Молибден | 0,000096                | 0,025               |

### Ламинария в косметологии
Цельные либо измельчённые до порошка слоевища ламинарии используются для проведения процедуры обёртывания и приготовления настоя. Экстракт ламинарии входит в состав некоторых косметических средств.